# Maison d'Ozé
La maison d'Ozé est une demeure de style médiéval située dans le quartier Notre-Dame à Alençon, dans le département de l'Orne et la région Normandie.
Elle a été construite en 1450 par l'échevin Jean de Mesnil.
Elle est le siège aujourd'hui de l'office de tourisme de la ville d'Alençon. L'édifice fait l'objet d'un classement au titre des Monuments historiques depuis le 27 août 1903.

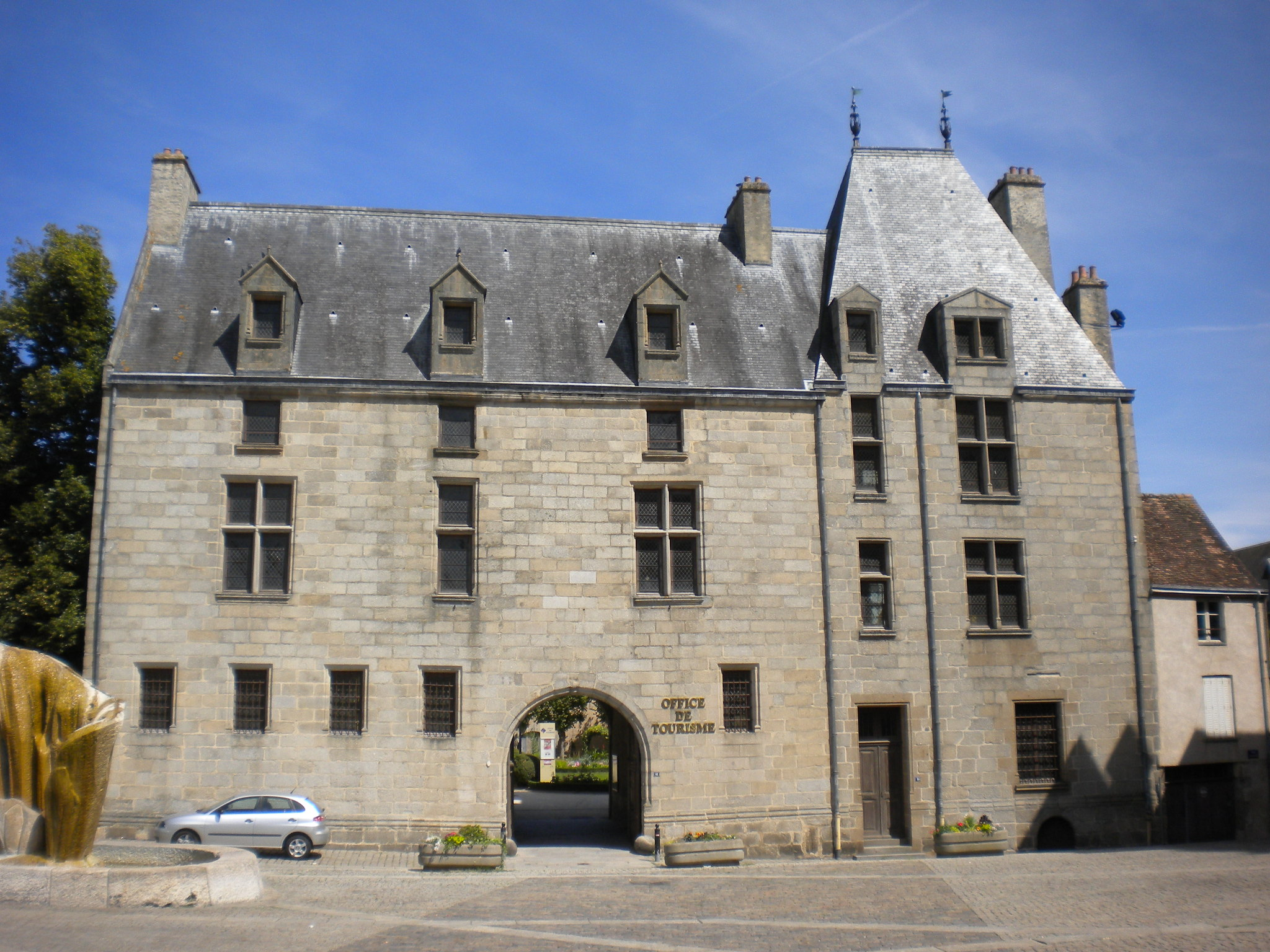
La façade occidentale.